# رويال بروناي الرحلة 839
رحلة رويال بروناي رقم 839 كانت رحلة مجدولة من لابوان إلى بندر سري بيغاوان وميري، شغّلتها شركة ميرباتي إنتان نيابةً عن رويال بروناي الجوية. في 6 سبتمبر 1997، تحطّمت طائرة من طراز دورنير 228، تحمل التسجيل 9M-MIA، أثناء اقترابها من مطار ميري، ما أسفر عن مصرع جميع من كانوا على متنها، وهم طاقم مكوّن من شخصين وثمانية ركاب.

## طاقم الطائرة
كان قائد الطائرة الكابتن محمد ترمذي مودا، ويبلغ من العمر 40 عامًا. وهو طيار سابق في القوات الجوية، ويمتلك مجموع 3,947 ساعة طيران، من بينها 783 ساعة على طائرة دورنير 228.أما مساعد الطيار فكان الضابط الأول وونغ لين يي، البالغ من العمر 29 عامًا، ويمتلك مجموع 1,120 ساعة طيران، من بينها 22 ساعة فقط على طائرة دورنير 228.

## الحادث
أقلعت الرحلة 839، وهي طائرة من طراز دورنير 228، من مطار بروناي الدولي في الساعة 19:13 بالتوقيت المحلي، وعلى متنها ثمانية ركاب وطيَّاران، متجهة في رحلة قصيرة إلى مطار ميري. طلب طاقم الطائرة الإذن بالهبوط، فمُنحت الرحلة تصريحًا بالاقتراب النهائي إلى المدرج 02، إلا أن الطاقم لم يعاود الاتصال بمراقبة الحركة الجوية.
وفي الساعة 19:42، وأثناء الاقتراب من المدرج، اصطدمت الطائرة بمنحدر يقع على ارتفاع 500 متر (1,600 قدم) داخل منتزه لامبير هيلز الوطني. وعُثر على حطام الطائرة في الساعة 07:10 من صباح اليوم التالي.